# Vasílios Papayeorgópoulos
Vasílios Papayeorgópoulos (en grec moderne : Βασίλης Παπαγεωργόπουλος, né le 27 juin 1947 à Thessalonique) est un ancien champion grec de sprint et ancien homme politique. Il a gagné par deux fois des médailles aux Championnats d'Europe d'athlétisme dont une médaille de bronze au 100 mètres aux Championnats d'Europe d'athlétisme 1971. Il a été condamné à la prison à vie le 27 février 2013 pour avoir détourné 17,9 millions d'euros alors qu'il était maire de Thessalonique.

## Biographie

### Carrière sportive
Durant toute sa jeunesse, il se consacre au sport. Tout en préparant ses études de dentiste à l'université Aristote de Thessalonique, il continue le sport et s'illustre en athlétisme, en particulier avec l'"AETOS" (club de sport officiel de Thessalonique).
Il a enregistré son meilleur temps de 10 s 02 en août 1972 à Izmir, en Turquie. Il est classé douzième parmi les meilleurs sprinters grecs sur le 100 mètres derrière Ángelos Pavlakákis, Aristotelis Gavelas (en), Christoforos Choidis, Alexandros Yenovelis (en), Haralambos Papadias (en), Konstadínos Kedéris, Aléxios Alexópoulos, Panayotis Sarris (en), Geórgios Theodorídis, Yeoryios Panayiotopoulos et Aléxandros Terzián.
Même s'il met fin à sa carrière, il n'en sort pas moins du milieu sportif, devenant, en 1980, Président de la SEGAS, la fédération grecque du sport amateur, et des Organisations athlétiques de Thessalonique. 

### Carrière politique
Il se lance en politique en 1978 quand il est élu conseiller municipal de Thessalonique. Il met fin à sa profession de dentiste en 1981, lorsqu'il est élu au Parlement hellénique, en tant que représentant de Thessalonique, dans le giron des conservateurs du parti Nouvelle Démocratie, fondé après la Dictature des colonels. Papayeorgopoulos est, du 1er janvier 1999 au 31 décembre 2010, maire de Thessalonique, étant réélu en 2002 puis en 2006. Il est battu en novembre 2010 par Yannis Boutaris.

### Affaire judiciaire
En janvier 2012, il est accusé de détournement de fonds (près de 51 millions d'euros) durant son mandat à la mairie de Thessalonique. Pour ce crime, il a été condamné le 27 février 2013 par la cour d'assises de Thessalonique à la perpétuité et a été immédiatement écroué à la prison de Diavata dans la banlieue de Thessalonique. Le montant estimé du détournement entre 1999 et 2008, selon le magistrat, est de 17,962 millions d'euros.

## Palmarès
| Date | Compétition                                      | Lieu                         | Résultat | Épreuve    |
| ---- | ------------------------------------------------ | ---------------------------- | -------- | ---------- |
| 1971 | Championnats d'Europe d'athlétisme en salle 1971 | Sofia, Bulgarie              | 5e       | 60 mètres  |
| 1971 | Championnats d'Europe d'athlétisme 1971          | Helsinki, Finlande           | 3e       | 100 mètres |
| 1971 | Jeux méditerranéens 1971                         | İzmir, Turquie               | 1er      | 100 mètres |
| 1972 | Championnats d'Europe d'athlétisme en salle 1972 | Grenoble, France             | 3e       | 50 mètres  |
| 1974 | Championnats d'Europe d'athlétisme 1974          | Göteborg, Suède              | 8e       | 60 mètres  |
| 1975 | Jeux méditerranéens 1975                         | Alger, Algérie               | 2e       | 100 mètres |
| 1976 | Championnats d'Europe d'athlétisme en salle 1976 | Munich, Allemagne de l'Ouest | 2e       | 60 mètres  |